# Pycnocentria patricki
Pycnocentria patricki är en nattsländeart som beskrevs av Ward 1995. Pycnocentria patricki ingår i släktet Pycnocentria och familjen Conoesucidae. Inga underarter finns listade i Catalogue of Life.